# Birdemic 2
Birdemic 2 (Birdemic 2: The Resurrection) è un film del 2013 diretto da James Nguyen. 
Film indipendente, è sequel di Birdemic. Come il suo predecessore, anche questo film è stato stroncato dalla critica.

## Trama
Bill è un regista indipendente che conosce e si innamora di Gloria, una cameriera che lavora in un bar di Hollywood. Mentre parlano, Gloria dichiara di essere stata in passato anche un'attrice e Bill le chiede di partecipare a un suo nuovo film, finanziato dal suo amico Rod e sua moglie Nathalie protagonisti del primo film. Durante la produzione del film, sulla città si abbatte una pioggia tossica, che fa rinvenire gli uccelli uccisi nel primo film, insieme a due cavernicoli che erano stati uccisi dalle aquile mentre stavano avendo un rapporto. Con la rinascita delle aquile morte nel primo film, si uniscono in seguito ulteriori zombie provenienti da un cimitero. I quattro ragazzi si fanno strada per la città, cercando di combattere le aquile un'altra volta, per fermarle una volta per tutte. Il film si conclude con la morte di un ragazzo asiatico e le aquile che se ne vanno.